# Verbier Festival

Logo des Verbier Festivals

Das Verbier Festival ist eine Veranstaltung, die 1994 vom schwedischen Musiker und Konzertorganisator Martin Engstroem ins Leben gerufen wurde. Zum Musikfestival versammeln sich während 17 Tagen im Juli internationale Persönlichkeiten der klassischen Musik wie Daniil Trifonov, Evgeny Kissin, Martha Argerich, Thomas Quasthoff, Lang Lang, Yuja Wang, David Garrett, Sol Gabetta vor der Kulisse der Schweizer Alpen in Verbier im Kanton Wallis. Das Ziel dieses Festivals ist, Kontakte zwischen etablierten Künstlern und Nachwuchstalenten herzustellen.

## Konzept
Das Festival ist als große Veranstaltung mit Konzerten konzipiert und zieht jährlich um die 35.000 Besucher an. Während der Zeit des Sommerfestivals gibt es täglich im Rahmen des Verbier Fest’Off an den unterschiedlichsten Orten kostenlose Konzerte und Straßenshows.
In der Verbier Festival Academy arbeiten renommierte Lehrer mit jungen Talenten zusammen, und bei den beiden Orchestern des Verbier Festival können Nachwuchskünstler Erfahrungen unter der Leitung führender Dirigenten sammeln.
Finanziell unterstützt wird das Festival von der Standortgemeinde der Ortschaft Verbier (bis 2020 Bagnes, seit 2021 Val de Bagnes), der Loterie Romande, dem Kanton Wallis sowie der Sandoz-Familienstiftung. Seit 2005 ist das Verbier Festival eine Stiftung.